# Переопределение метода
Переопределение метода (англ. Method overriding) в объектно-ориентированном программировании — одна из возможностей языка программирования, позволяющая подклассу или дочернему классу обеспечивать специфическую реализацию метода, уже реализованного в одном из суперклассов или родительских классов. Реализация метода в подклассе переопределяет (заменяет) его реализацию в суперклассе, описывая метод с тем же названием, что и у метода суперкласса, а также у нового метода подкласса должны быть те же параметры или сигнатура, тип возвращаемого результата, что и у метода родительского класса. Версия метода, которая будет исполняться, определяется объектом, используемым для его вызова. Если вызов метода происходит от объекта родительского класса, то выполняется версия метода родительского класса, если же объект подкласса вызывает метод, то выполняется версия дочернего класса. Некоторые языки программирования позволяют программисту защищать методы от переопределения.

## Примеры

### Java
В языке программирования Java, когда подкласс содержит метод, переопределяющий метод суперкласса, то он может помимо своего метода вызывать и метод суперкласса при помощи ключевого слова super .
Пример:
```
public
 
class
 
Thought
 
{

    
public
 
void
 
message
()
 
{

        
System
.
out
.
println
(
"Я себя чувствую как стрекоза, попавшая в параллельную вселенную."
);

    
}

}

public
 
class
 
Advice
 
extends
 
Thought
 
{

    
@Override
  
// Аннотация @Override в Java 5 является необязательной, но весьма полезной

    
public
 
void
 
message
()
 
{

        
System
.
out
.
println
(
"Внимание: Даты в календаре ближе, чем кажутся!"
);

    
}

}

```

Класс Thought представляет собой суперкласс и обеспечивает вызов метода message(). Подкласс, называемый Advice, наследует каждый метод класса Thought. Однако, класс Advice переопределяет метод message(), замещая функциональность, описанную в классе Thought.
```
Thought
 
t1
 
=
 
null
;

t1
 
=
 
new
 
Thought
();

t1
.
message
();
  
// Выводит "Я себя чувствую как стрекоза, попавшая в параллельную вселенную."

t1
 
=
 
new
 
Advice
();
  
// Полиморфизм

t1
.
message
();
  
// Выводит "Внимание: Даты в календаре ближе, чем кажутся."

```

Слово super используется для вызова версии метода суперкласса из подкласса. Например, нижеследующий вариант выводит оба сообщения при вызове метода подкласса:
```
public
 
class
 
Advice
 
extends
 
Thought
 
{

      
@Override

      
public
 
void
 
message
()
 
{

          
System
.
out
.
println
(
"Внимание: Даты в календаре ближе, чем кажутся."
);

          
super
.
message
();
  
// Вызов версии метода родительского класса

      
}

  
}

```

Невозможно для класса, объявленного как final, стать суперклассом.

### C++
В языке C++ отсутствует ключевое слово super, которое подклассы в языке Java используют для вызова версии метода суперкласса вместо переопределенной. Вместо этого, перед именем родительского или базового класса используется оператор области видимости. Например, нижеследующий код оперирует двумя классами: базовым классом Rectangle и производным классом Box. Box перекроет метод print() класса Rectangle, благодаря чему он печатает его высоту.
```
class
 
Rectangle

{

public
:
 

    
virtual
 
void
 
print
()
 
const
;

    

private
:

    
double
 
length
;

    
double
 
width
;

};

        

void
 
Rectangle::print
()
  
// метод print() базового класса

{

    
cout
 
<<
 
"Length = "
 
<<
 
length
 
<<
 
"; Width = "
 
<<
 
width
;

}

        

class
 
Box
 
:
 
public
 
Rectangle

{

public
:

    
void
 
print
()
 
const
;

private
:

    
double
 
height
;

};

 

void
 
Box::print
()
  
// метод print() производного класса

{

   
Rectangle
::
print
();
  
// вызов родительского метода print()

   
cout
 
<<
 
"; Height= "
 
<<
 
height
;

}

```

Метод print() в классе Box вызывается родительская версия метода print(), также способная выводить значение private-переменных length и width базового класса. В других случаях эти переменные недоступны для Box.
Следующие инструкции порождают объекты с типом Rectangle и Box и соответственно вызывают их методы print():
```
Rectangle
 
myRectangle
(
5.0
,
 
3.0
);

myRectangle
.
print
();

// outputs:

// Length = 5.0; Width = 3.0

Box
 
myBox
(
6.0
,
 
5.0
,
 
4.0
);

myBox
.
print
();

// outputs:

// Length = 6.0; Width = 5.0; Height = 4.0

```